# Heaven Shall Burn... When We Are Gathered
Albums de Marduk
Opus Nocturne
(1994) Glorification
(1996)
Heaven Shall Burn... When We Are Gathered est le quatrième album studio du groupe de black metal suédois Marduk. L'album est sorti sous le label Osmose Productions.
L'album est ressorti en version digipak le 27 juin 2006 sous le label Regain Records. Cette version contient quatre titres supplémentaires qui sont des versions démo de titres présents sur cet album.
C'est le premier album du groupe avec le chanteur Legion dans la formation.
Heaven Shall Burn... When We Are Gathered se différencie des albums précédents par une plus grande brutalité et un travail de la batterie au niveau de la vitesse. Le blast beat est la figure de batterie dominante pendant tout l'album. Le chant de Legion est également différent de ses deux prédécesseurs.
L'album marque le commencement de la collaboration du groupe avec Peter Tägtgren au studio Abyss et une plus grande reconnaissance du groupe dans la scène metal.
Cet album tire son titre des paroles de la chanson Dies Irae du groupe Bathory. Le groupe de metalcore allemand Heaven Shall Burn s'est à son tour inspiré du nom de l'album de Marduk pour son propre nom.

## Musiciens
- Legion – chant
- Morgan Steinmeyer Håkansson – guitare
- B. War – basse
- Fredrik Andersson – batterie

## Liste des morceaux
1. Summon the Darkness – 0:21
2. Beyond the Grace of God – 5:17
3. Infernal Eternal – 4:41
4. Glorification of the Black God – 4:52
5. Darkness it Shall Be – 4:40
6. The Black Tormentor of Satan – 4:15
7. Dracul va Domni Din Nou in Transilvania – 5:39
8. Legion – 5:55

### Titres supplémentaires de la version digipak
1. Beyond the Grace of God – 5:21
2. Glorification – 4:07
3. Black Tormentor – 4:20
4. Infernal Eternal – 4:36